# Станислав Прил
Станислав Прил (чеш. Stanislav Prýl; Пардубице, 23. новембар 1942 − 19. март 2015) био је чехословачки и чешки хокејаш на леду.
Највећи део играчке каријере провео је у дресу Пардубица из истоименог чешког града, са којим је освојио и титулу националног првака у сезони 1972/73. У првенству Чехословачке одиграо је укупно 424 утакмица, уз учинак од 223 пстигнута гола (укупно 15 сезона). Током две последње сезоне у каријери играо је за нижеразредни Шумперк.
Са репрезентацијом Чехословачке играо је на пет светских и једном олимпијском турниру где је освојио три бронзане и две сребрне медаље (укључујући и бронзу са ЗОИ 1964. године). На светским првенствима и олимпијским играма одиграо је укупно 34 утакмице, уз учинак од 16 постигнутих голова и 10 асистенција.